# دادستان

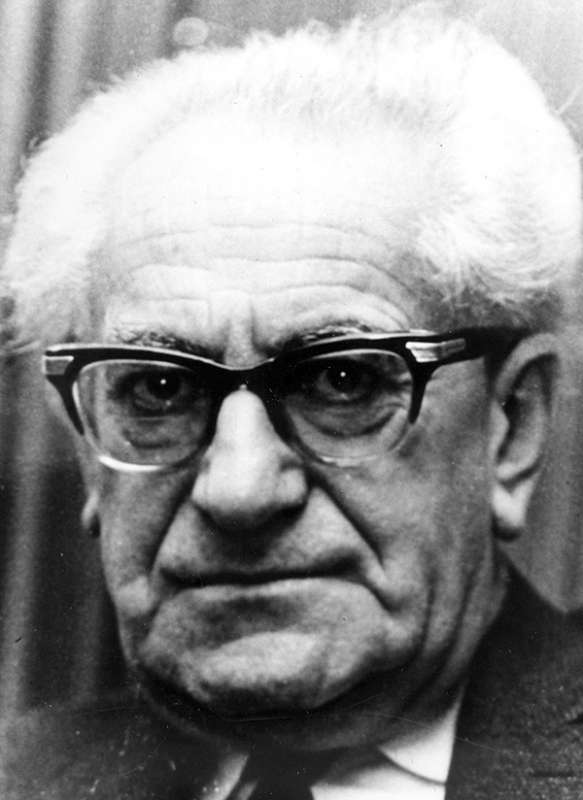
فریتز بائر دادستان مطرح آلمان

دادسِتان (مُدَعی العُموم) مقامی قضایی است که افراد را رسماً به ارتکاب جرم متهم می‌کند و در دادسرا تحت تعقیب قرار می‌دهد. او این کار را از طریق سیستم ترافعی کشورهای دارای نظام حقوقی کامن لا یا سیستم تفتیشی کشورهای دارای نظام حقوقی مدنی انجام می‌دهد. معمولاً در پرونده‌های طرح شده علیه شخص متهم، دادستان دولت را نمایندگی می‌کند. در گذشته دادستان را مُدَعی‌العُموم، وکیل جماعت یا صاحب‌منصب پارکه نیز می‌نامیده‌اند.

### مدیران دادستانی عمومی
در بیشتر کشورهای مشترک‌المنافع، رئیس نهاد پیگرد قانونی با عنوان مدیر کل دادستانی عمومی (Director of Public Prosecutions) شناخته می‌شود و این یک مقام انتصابی است و نه انتخابی. یک مدیر کل دادستانی عمومی ممکن است تحت درجات مختلفی از نظارت دادستان کل قرار داشته باشد، که این نظارت می‌تواند شامل دستور کتبی رسمی باشد که باید منتشر شود.
در استرالیا، دفاتر مدیران دادستانی عمومی، پیگرد قانونی برای جرم قابل پیگرد قانونی را به نمایندگی از تاج‌وتخت انجام می‌دهند. حداقل در موارد بسیار جدی، پلیس در جریان تحقیقات از مدیر دادستانی عمومی درخواست می‌کند که دربارهٔ کفایت شواهد مشاوره دهد و ممکن است از او خواسته شود درخواست صدور مجوز برای بازرسی، دستگاه شنود یا شنود ارتباطات مخابراتی را برای دادگاه مربوطه تهیه کند.
قانون اساسی‌های جدیدتر، مانند آفریقای جنوبی، استقلال و بی‌طرفی مدیر دادستانی عمومی را تضمین می‌کنند.

## در حوزه‌های قضایی کامن لا (حقوق عرفی)

### ایالات متحده
ایالات متحده تنها کشوری در جهان است که در آن شهروندان، دادستان‌ها را انتخاب می‌کنند. رئیس دفتر دادستانی ممکن است در حوزه‌های قضایی مختلف با عناوین متفاوتی شناخته شود، که رایج‌ترین آن‌ها دادستان منطقه‌ای است. عناوین دیگر شامل دادستان ایالتی، دادستان ایالت، دادستان شهرستان و دادستان مشترک‌المنافع هستند. دادستان طرف قانونی‌ای است که مسئول ارائه پرونده علیه فرد یا شرکت مظنون به نقض قانون، آغاز و هدایت تحقیقات کیفری بیشتر، راهنمایی و پیشنهاد در مورد مجازات مجرمان است و تنها وکلایی هستند که اجازه مشارکت در جلسات هیئت منصفه عالی را دارند.
عناوین دادستان‌ها در دادگاه‌های ایالتی ایالات متحده بسته به ایالت و سطح حکومت (مانند شهر، شهرستان و ایالت) متفاوت است و شامل عناوینی مانند «دادستان منطقه‌ای» در نیویورک، کالیفرنیا، تگزاس، پنسیلوانیا، دلاویر، ماساچوست، کارولینای شمالی، جورجیا، نوادا، ویسکانسین، اورگن و اوکلاهما است؛ «دادستان شهری» در شهرهای کالیفرنیا (که معمولاً فقط تخلفات جزئی و جنحه را پیگیری می‌کنند)؛ «دادستان مشترک‌المنافع» در کنتاکی و ویرجینیا؛ «دادستان شهرستان» در نبراسکا، مینه‌سوتا و آریزونا؛ «دادستان شهرستان» در نیوجرسی، اوهایو و ایندیانا؛ «دادستان کل منطقه‌ای» در تنسی؛ «دادستان پیگیر» در آرکانزاس، هاوایی، آیداهو، میشیگان، واشینگتن و ویرجینیای غربی؛ همچنین در میزوری که شهرها علاوه بر آن از وکلای شهری برای پیگرد قانونی استفاده می‌کنند؛ «دادستان ایالت» در کنتیکت، فلوریدا، ایلینوی، مریلند، داکوتای شمالی و ورمانت؛ «دادستان ایالتی»؛ «دادستان کل» در دلاویر و رود آیلند؛ و «سولیسیتر» در کارولینای جنوبی.
دادستان‌ها اغلب از طریق انتخابات محلی انتخاب می‌شوند و معمولاً سایر وکلا را به عنوان معاون یا دستیار برای انجام بخش عمده‌ای از کارهای عملیاتی دفتر استخدام می‌کنند. دادستان‌های ایالات متحده توسط رئیس‌جمهور منصوب می‌شوند و توسط سنای ایالات متحده تأیید می‌گردند. آن‌ها نماینده دولت فدرال در دادگاه‌های فدرال هستند و در پرونده‌های مدنی و کیفری فعالیت می‌کنند. در برخی ایالت‌ها، دادستان خصوصی می‌توانند از طرف اشخاص خصوصی پرونده‌های کیفری مطرح کنند.
بر اساس قوانین ایالتی و فدرال، دادستان‌ها ملزم به رعایت برخی اصول قانونی هستند. به عنوان مثال، دولت موظف است مدارک تبرئه‌کننده را به وکیل مدافع ارائه دهد؛ باید اطلاعاتی را که بر اعتبار شاهدان دادستانی تأثیر می‌گذارد، مانند توافق برای کنار گذاشتن اتهامات علیه شاهد در ازای شهادتش، فاش کند؛ نباید به‌طور مغرضانه مدارک بالقوه مفید را از بین ببرد؛ و نباید از شهادت دروغ برای محکوم کردن استفاده کند. عدم رعایت این اصول می‌تواند منجر به تشخیص سوءرفتار دادستانی شود، هرچند بررسی‌ای در سال ۲۰۱۳ نشان داد که برخورد انضباطی واقعی با سوءرفتار دادستانی بسیار نادر بوده است.
دادستان‌ها همچنین وظیفه دارند که در روند پیگرد، به دنبال اجرای عدالت باشند. دیوان عالی ایالات متحده در توضیح نقش «دادستان ایالات متحده» بیان می‌کند:
نماینده یک طرف عادی در یک دعوی نیست، بلکه نماینده حاکمیتی است که وظیفه‌اش برای حکومت بی‌طرفانه به همان اندازه حیاتی است که اصل حکومت کردن؛ بنابراین، در یک پیگرد کیفری، هدف او پیروزی در پرونده نیست، بلکه تحقق عدالت است. از این رو، او به معنای خاص و مشخصی خدمتگزار قانون است، که هدف دوگانه آن این است که نه گناه‌کاری فرار کند و نه بی‌گناهی آسیب ببیند. او می‌تواند با جدیت و شدت پیگرد کند—در واقع باید چنین کند. اما در عین حال، مجاز نیست از روش‌های نادرست استفاده کند. همان‌قدر که وظیفه دارد از ابزارهای مشروع برای رسیدن به محکومیت عادلانه بهره ببرد، باید از روش‌های ناعادلانه که منجر به محکومیت نادرست می‌شوند، اجتناب کند.
در برخی حوزه‌های قضایی، دادستان‌ها اختیار دارند حتی در صورت وجود دلیل محتمل نیز از پیگرد کیفری صرف‌نظر کنند، اگر تشخیص دهند که احتمال منطقی برای محکومیت وجود ندارد. در چنین مواردی، دادستان ممکن است از طریق رد داوطلبانه یا صدور نوله پروسکوی (nolle prosequi) اتهامات را کنار بگذارد.
در ایالت‌های کنتاکی، ماساچوست، پنسیلوانیا و ویرجینیا، پیگردهای کیفری به نام مشترک‌المنافع انجام می‌شود. در کالیفرنیا، کلرادو، ایلینوی، میشیگان و نیویورک، این پیگردها به نام مردم صورت می‌گیرد. در باقی ایالت‌ها، دادخواست‌های کیفری به نام ایالت صادر می‌شوند.

### انگلستان و ولز
چشم‌انداز پیگرد قانونی در انگلستان و ولز بسیار متنوع است، به این معنا که واژه «دادستان» می‌تواند به افراد و نقش‌های مختلفی اشاره داشته باشد.

#### انواع دادستان
دادستان اصلی در این حوزه قضایی، سرویس دادستانی سلطنتی (CPS) است که تحت رهبری مدیر کل دادستانی عمومی (انگلستان و ولز) (DPP) فعالیت می‌کند. CPS از طرف تاج سلطنتی پیگردهای قانونی را انجام می‌دهد و همچنین پیگردهایی را که منشأ آن‌ها تحقیقات پلیس است، به جلو می‌برد.
اگرچه طبق ماده ۷۱ قانون دادگاه‌ها و خدمات حقوقی ۱۹۹۰، مدیر دادستانی عمومی باید یک وکیل دارای صلاحیت مناسب باشد، اما شخص مدیر دادستانی پرونده‌ها را خود بر عهده نمی‌گیرد و بیشتر نقش مدیریتی و اجرایی دارد؛ بنابراین، اگرچه ممکن است به مدیر دادستانی عمومی عنوان «دادستان» اطلاق شود، اما این فرد شخصاً پرونده‌ای را به دادگاه نمی‌برد.
مدیر دادستانی عمومی توسط وکیل کل انگلستان و ولز منصوب می‌شود و دادستان کل نیز به عنوان نهاد پشتیبان CPS، اختیار نظارتی دارد؛ با این حال، CPS یک نهاد مستقل است و دادستان کل نمی‌تواند در مورد پیگرد یک پرونده خاص دستور صادر کند.
بر خلاف ایالات متحده و برخی حوزه‌های قضایی دیگر، دادستان کل در انگلستان و ولز خود نقش دادستان را ندارد، بلکه مقام سیاسی و مشاور ارشد حقوقی قوه مجریه است.

#### رویکرد CPS به پیگردهای قانونی
دادستان‌های سلطنتی موظف به رعایت مجموعه‌ای از اصول رفتاری سخت‌گیرانه به نام کد دادستان‌های سلطنتی هستند، که چگونگی طرح اتهام و انجام محاکمه‌ها را تعیین می‌کند. این کد اساسی توسط مجموعه‌ای از سیاست‌های دیگر پشتیبانی می‌شود، که مهم‌ترین آن‌ها «راهنمای مدیر در مورد طرح اتهام» است.
اولین مرحله در روند پیگرد یک پرونده، تصمیم‌گیری دربارهٔ طرح اتهام علیه مظنون است، و این فرایند آغازی برای پیگرد قانونی محسوب می‌شود. در تمام جرایم، CPS اختیار تصمیم‌گیری دربارهٔ طرح اتهام را دارد. با این حال، پلیس می‌تواند در مورد تمام جرایم خلاصه‌شده و همچنین جرایم قابل انتخاب (در صورتی که انتظار می‌رود مظنون اقرار به گناه کند) مستقیماً اتهام وارد کند، به‌ویژه زمانی که ماهیت جرم برای صدور حکم در دادگاه بخش مناسب باشد.
برای وارد کردن اتهام، شرایط پرونده باید با آزمون کامل کد مطابقت داشته باشد. در برخی موارد فوری، ممکن است از آزمون آستانه پایین‌تر استفاده شود تا اتهام به‌سرعت وارد شود؛ با این حال، آزمون کامل کد باید در اولین فرصت ممکن اعمال شود. آزمون کامل کد شامل دو مرحله است که هر دو مرحله به یک اندازه اهمیت دارند و باید پیش از شروع پیگرد قانونی تأیید شوند.
| آزمون کامل کد (Full Code Test) | آزمون کامل کد (Full Code Test) |
| ------------------------------ | --- |
| مرحله ارزیابی شواهد            | دادستان‌ها باید اطمینان حاصل کنند که شواهد کافی برای ارائه چشم‌انداز واقع‌بینانه از محکومیت برای هر مظنون در هر اتهام وجود دارد. آن‌ها باید در نظر بگیرند که دفاعیه مظنون ممکن است چه باشد و این دفاعیه چه تأثیری بر احتمال محکومیت خواهد داشت. پرونده‌ای که از مرحله ارزیابی شواهد عبور نکند، نباید ادامه یابد، حتی اگر بسیار حساس یا جدی باشد. یافتن این که چشم‌انداز واقع‌بینانه‌ای از محکومیت وجود دارد، مبتنی بر ارزیابی عینی دادستان از شواهد است، از جمله تأثیر هرگونه دفاعیه و اطلاعاتی که مظنون ارائه کرده یا ممکن است به آن استناد کند. این بدان معناست که یک هیئت منصفه یا قاضی عینی، بی‌طرف و منطقی که به درستی راهنمایی شده و بر اساس قانون عمل می‌کند، به احتمال زیاد مظنون را محکوم خواهد کرد. این آزمون با آزمونی که دادگاه‌های کیفری خود باید اعمال کنند متفاوت است؛ دادگاه تنها در صورتی می‌تواند محکوم کند که اطمینان حاصل کند مظنون مجرم است. |
| مرحله منافع عمومی              | در هر پرونده‌ای که شواهد کافی برای توجیه پیگرد قانونی یا ارائه راهکار خارج از دادگاه وجود داشته باشد، دادستان‌ها باید در مرحله بعد بررسی کنند که آیا پیگرد قانونی در راستای منافع عمومی ضروری است یا خیر. هرگز قاعده نبوده است که صرفاً با تأیید مرحله شواهد، پیگرد به‌طور خودکار صورت گیرد. معمولاً پیگرد انجام می‌شود، مگر اینکه دادستان اطمینان حاصل کند که عوامل منافع عمومی علیه پیگرد قانونی، بیشتر از عواملی هستند که از آن حمایت می‌کنند. در برخی موارد، دادستان ممکن است به این نتیجه برسد که منافع عمومی می‌تواند از طریق ارائه راهکار خارج از دادگاه به متهم تأمین شود. |

| آزمون آستانه (Threshold Test) | آزمون آستانه (Threshold Test) |
| --- | --- |
| دلایل منطقی برای مظنون بودن به ارتکاب جرم وجود دارد                                                                                           | دادستان‌ها باید با ارزیابی عینی شواهد اطمینان حاصل کنند که دلایل منطقی برای مظنون بودن به ارتکاب جرم توسط فرد مورد نظر وجود دارد. این ارزیابی باید تأثیر دفاعیه یا اطلاعات ارائه‌شده توسط مظنون یا مواردی که ممکن است به آن‌ها استناد کند را در نظر بگیرد. در تعیین وجود دلایل منطقی، دادستان‌ها باید تمام اطلاعات موجود، چه به صورت مدرک و چه به صورت دیگر، را بررسی کنند. دادستان‌ها باید اطمینان حاصل کنند که اطلاعات مورد استناد در این مرحله قابلیت موارد زیر را دارند: 1. تبدیل شدن به مدرک قابل پذیرش در دادگاه؛ 2. قابل اعتماد بودن؛ و 3. قابل استناد بودن. |
| امکان به‌دست آمدن شواهد بیشتر برای ارائه چشم‌انداز واقعی از محکومیت                                                                             | دادستان‌ها باید اطمینان حاصل کنند که دلایل منطقی برای باور به این وجود دارد که تحقیقات ادامه‌دار در بازه زمانی معقول، شواهد بیشتری به دست خواهد داد، به‌طوری که با در نظر گرفتن تمام شواهد، از جمله مواردی که علیه مظنون هستند و مواردی که به نفع او هستند، امکان تأیید چشم‌انداز واقع‌بینانه‌ای از محکومیت طبق آزمون کامل کد وجود داشته باشد. |
| شدت یا شرایط پرونده صدور فوری تصمیم برای طرح اتهام را توجیه می‌کند                                                                             | شدت و شرایط پرونده باید در ارتباط با جرم ادعایی بررسی شود و به سطح خطر ناشی از اعطای آزادی مشروط مرتبط باشد. |
| دلایل قابل توجه برای مخالفت با آزادی مشروط طبق قانون آزادی با وثیقه ۱۹۷۶ وجود دارد و با توجه به تمام شرایط پرونده، انجام این مخالفت مناسب است | این تصمیم باید مبتنی بر ارزیابی واقعی ریسک باشد که نشان دهد مظنون حتی با وجود شرایط سخت نیز برای آزادی مناسب نیست. برای مثال، مظنونی که تهدید جدی برای اشخاص خاص یا عموم مردم محسوب می‌شود، یا مظنونی که احتمال فرار یا دخالت در روند رسیدگی وجود دارد. دادستان‌ها نباید بدون بررسی دقیق، ادعاهای بی‌پایه یا اثبات‌نشده دربارهٔ خطر احتمالی آزادی با وثیقه را بپذیرند. |
| طرح اتهام به نفع منافع عمومی است | دادستان‌ها باید مرحله منافع عمومی آزمون کامل کد را بر اساس اطلاعات موجود در آن زمان اعمال کنند. |

آزمون آستانه باید به‌صورت فعال و پیوسته مورد بازبینی قرار گیرد و تنها در شرایط اضطراری و نادر مورد استفاده قرار گیرد.

## در حوزه‌های قضایی مدنی
دادستان‌ها معمولاً کارمند دولت هستند که دارای مدرک دانشگاهی در رشته حقوق و آموزش‌های تخصصی در زمینه اجرای عدالت می‌باشند. در برخی کشورها مانند فرانسه و ایتالیا، دادستان‌ها در رده قضات طبقه‌بندی می‌شوند.

### فرانسه
در فرانسه، دفتر دادستان شامل یک دادستان ارشد (Procureur de la République در دادگاه‌های بدوی و procureur général در دادگاه استیناف یا دیوان تمییز) و معاونان و دستیاران او (avocats généraux و substituts) است. دادستان ارشد معمولاً تحقیقات مقدماتی را آغاز می‌کند و در صورت لزوم درخواست می‌کند که یک قاضی تحقیق (juge d'instruction) برای هدایت تحقیقات قضایی رسمی تعیین شود. وقتی یک قاضی هدایت تحقیقات را بر عهده دارد، دادستان نقش نظارتی دارد و دامنه جرائم مورد بررسی را برای قاضی و نیروهای انتظامی تعیین می‌کند. مانند وکلای مدافع، دادستان می‌تواند برای تحقیقات بیشتر درخواست دهد. در طی رسیدگی کیفری، دادستان‌ها مسئول ارائه پرونده به دادگاه (به قاضی یا هیئت منصفه) هستند. آن‌ها معمولاً پیشنهاداتی دربارهٔ مجازات ارائه می‌دهند، اما تصمیم نهایی با دادگاه است. دادستان‌ها همچنین وظایف اجرایی مختلفی دارند.
در حقوق فرانسه، همانند بیشتر کشورهایی که از حقوق نوشته پیروی می‌کنند، دادستان‌ها به‌عنوان قضات در نظر گرفته می‌شوند. در حالی که وکلای مدافع و شاکی در سالن دادگاه بر روی صندلی می‌نشینند، دادستان مانند قاضی بر روی سکویی قرار دارد، اگرچه در مشورت قضات شرکت نمی‌کند. آموزش دادستان‌ها و قضات در یک مرکز مشترک انجام می‌شود و این دو گروه یکدیگر را همکار تلقی می‌کنند.

### آلمان
در آلمان، دادستان (Staatsanwalt) یک مقام رسمی دارای امنیت شغلی دائمی در رده قضایی ارشد است و در همان سازمان قضایی با قضات فعالیت می‌کند. دادستان مسئول هدایت تحقیقات پیش از محاکمه، تصمیم‌گیری برای طرح اتهام یا کنار گذاشتن آن، و نمایندگی دولت در دادگاه‌های کیفری است. دادستان نه تنها موظف است اطلاعات تبرئه‌کننده را پنهان نکند، بلکه قانوناً موظف است به‌طور فعال این اطلاعات را کشف کرده و در اختیار متهم یا وکیل مدافع قرار دهد. اگر دادستان قانع نشود که متهم گناهکار است، باید طبق ارزیابی خود حتی به نفع متهم دفاع کند. در آلمان، پیگرد کیفری اجباری است اگر شواهد کافی برای محکومیت وجود داشته باشد.

### ایتالیا
در ایتالیا، دفتر دادستان شامل یک دادستان ارشد (procuratore capo) با معاونان (procuratori aggiunti) و دستیاران (sostituti procuratori) است. دادستان‌های ایتالیایی مانند قضات، مقامات قضایی محسوب می‌شوند و به‌صورت تشریفاتی به‌عنوان Pubblico Ministero (وزارت عمومی یا P.M.) شناخته می‌شوند. دادستان‌های ایتالیا در نقش custos legis (نگهبان قانون) عمل می‌کنند و موظف‌اند عدالت را اجرا کنند. طبق قانون اساسی، آن‌ها موظف‌اند به‌محض اطلاع از وقوع جرم (notitia criminis) یا دریافت شکایت رسمی، تحقیقات مقدماتی را آغاز کنند. آن‌ها می‌توانند شخصاً یا از طریق دستوراتی به پلیس قضایی، تحقیقات را هدایت یا انجام دهند. اگر شواهد کافی جمع‌آوری شود، پیگرد اجباری است و باید وارد مرحله محاکمه شود. در دادگاه، دادستان مسئول ادامه پرونده است اما وظیفه کلی او ترویج عدالت است. در عمل، این وظیفه بدان معناست که دادستان‌ها نمی‌توانند مدارک تبرئه‌کننده را پنهان کنند و اگر در حین محاکمه قانع شوند که متهم بی‌گناه است یا شواهدی برای اثبات گناه او وجود ندارد، باید از قاضی بخواهند حکم تبرئه صادر کند.
در دادگاه‌های تجدیدنظر، دفتر دادستانی با عنوان Procura Generale شناخته می‌شود و دادستان ارشد با عنوان Procuratore Generale (PG). در \[\[دیوان تمییز ایتالیا]]، عنوان رسمی دادستان ارشد، Procuratore Generale presso la Corte di Cassazione است. در طول دوره شغلی، دادستان‌ها و قضات می‌توانند جای یکدیگر را بگیرند، اما طبق حکم \[\[دیوان قانون اساسی ایتالیا]]، دادستان‌هایی که می‌خواهند قاضی شوند، باید به منطقه دیگری منتقل شده و نمی‌توانند در دادگاه‌هایی که خود پیگرد را آغاز کرده‌اند، قضاوت کنند.

### سوئد
در سوئد، دادستان‌های عمومی وکلایی هستند که در اداره دادستانی سوئد (سوئدی: Åklagarmyndigheten) فعالیت می‌کنند و مسئول هدایت تحقیقات پلیس در جرایم جدی هستند. در تمام پرونده‌های کیفری، دادستان‌های عمومی مسئول تصمیم‌گیری دربارهٔ بازداشت و اتهام‌زنی از طرف مردم هستند و تنها مقاماتی‌اند که چنین اختیاری دارند. شاکیان همچنین می‌توانند دادستان ویژه شخصی (enskilt åtal) استخدام کنند. استثنا در پرونده‌هایی است که به آزادی مطبوعات مربوط می‌شوند، که در این موارد دادستان کل سوئد مسئول پیگرد است.
در دادگاه، رابطه دادستان با متهم لزوماً خصمانه نیست و او موظف است اطلاعاتی که ممکن است متهم را تبرئه یا محکوم کند، به دادگاه ارائه دهد. دادستان مقام قضایی نیست و در مشورت‌های خصوصی قضات شرکت نمی‌کند. دادستان‌های عمومی تنها مقاماتی‌اند که می‌توانند تصمیم به تجدیدنظرخواهی به دادگاه‌های تجدیدنظر سوئد بگیرند. در غیر این صورت، تجدیدنظرها معمولاً توسط وکیل مدافع، شاکی، یا دیگر طرف‌های پرونده (målsäganden) انجام می‌شود. پس از تصمیم دادگاه تجدیدنظر، اختیار درخواست تجدیدنظر به دیوان عالی سوئد به دادستان کل سوئد (سوئدی: Riksåklagaren) منتقل می‌شود.

### جمهوری اسلامی ایران
در اصطلاح دادگستری ایران دادستان شخصی است که بر اداره دادسرا ریاست می‌کند و نظارت بر ضابطین دادگستری از حیث وظایفی که به عنوان ضابط بر عهده دارند نیز با دادستان است. هر دادستان دارای یک یا چند معاون می‌باشد. معاون دادستان و دادیار و بازپرس زیر نظر دادستان در دادسرا فعالیت می‌کنند از این میان صرفاً بازپرس نسبت به دادستان استقلال دارد. پست دادستان در نظام قضایی جمهوری اسلامی ایران به موجب قانون تشکیل دادگاه‌های عمومی و انقلاب، مصوب سال ۱۳۷۳ حذف شد ولی بعد از آن به موجب قانون تشکیل دادگاه‌های عمومی و انقلاب مصوب سال ۱۳۸۱، دادسراها اعاده وضع یافتند.
دادستان در ایران سه گونه است:
- یکی دادستان شهرستان که ریاست دادسرای شهرستان دارد و در معیت دادگاه شهرستان (جنحه و غیره) کار می‌کند.
- و دیگر دادستان استان که ریاست دادسرای استان دارد و در معیت دادگاه استان و دادگاه عالی جنائی کار می‌کند و بر اعمال دادسراهای شهرستان حوزه خود ناظر است.
- سوم دادستان تمیز که ریاست دادسرای تمیز دارد و بر تمامی دادسراهای کشور نظارت کند. وی دادستان کل کشور نیز هست. دادستان‌های دیگری نیز در تشکیلات دادگستری و جز آن هستند نظیر دادستان دادسرای عالی انتظامی قضات و دادستان محاکم اداری و دادستان دیوان محاسبات و جز آن.[۳۶]

پاییدن بر نبودِ نافرمانی و دغل‌کاری از گونه قومیت‌گرایی در تبلیغات انتخاباتی در ایران بر دوش دادستان عمومی و انقلاب مراکز استان‌ها است.

## ضرورت انتخابی بودن "دادستان"
به لحاظ اینکه دادستان‌ها باید قادر باشند فارغ از هرگونه دخالت یا آزادانه، وظایف خود را در دادرسی‌های کیفری انجام دهند و به‌طور عینی و بی طرفانه عمل کنند و اصل برابری در پیشگاه قانون، اصل برائت و تضمین‌های فرایند مقتضی دادرسی را رعایت کنند و نیز به سوء استفاده‌های مقامات دولتی از جمله مقامات اجرای قانون از حقوق انسانی، توجه ویژه مبذول دارند و از آن دسته شواهد به دست آمده از طریق شیوه‌های غیرقانونی، که حقوق انسان‌ها را نقض می‌کند استفاده ننمایند، باید موازین انتصابی بودن دادستان به سوی انتخابی بودن دادستان تغییر کند.